# Cipières
Cipières (okzitanisch Cipieras) ist eine französische Gemeinde im Département Alpes-Maritimes in der Region Provence-Alpes-Côte d’Azur. Sie gehört zum Arrondissement Grasse und zum Kanton Valbonne. Die Bewohner nennen sich Cipérois. 

## Lage
Die Gemeinde liegt im Regionalen Naturpark Préalpes d’Azur.
Die angrenzenden Gemeinden sind Gréolières im Norden, Courmes im Osten, Gourdon und Caussols im Süden sowie Andon im Westen.

## Bevölkerungsentwicklung
| Jahr      | 1962 | 1968 | 1975 | 1982 | 1990 | 1999 | 2006 | 2014 |
| --------- | ---- | ---- | ---- | ---- | ---- | ---- | ---- | ---- |
| Einwohner | 128  | 139  | 131  | 179  | 222  | 269  | 348  | 382  |

## Sehenswürdigkeiten
Siehe: Liste der Monuments historiques in Cipières

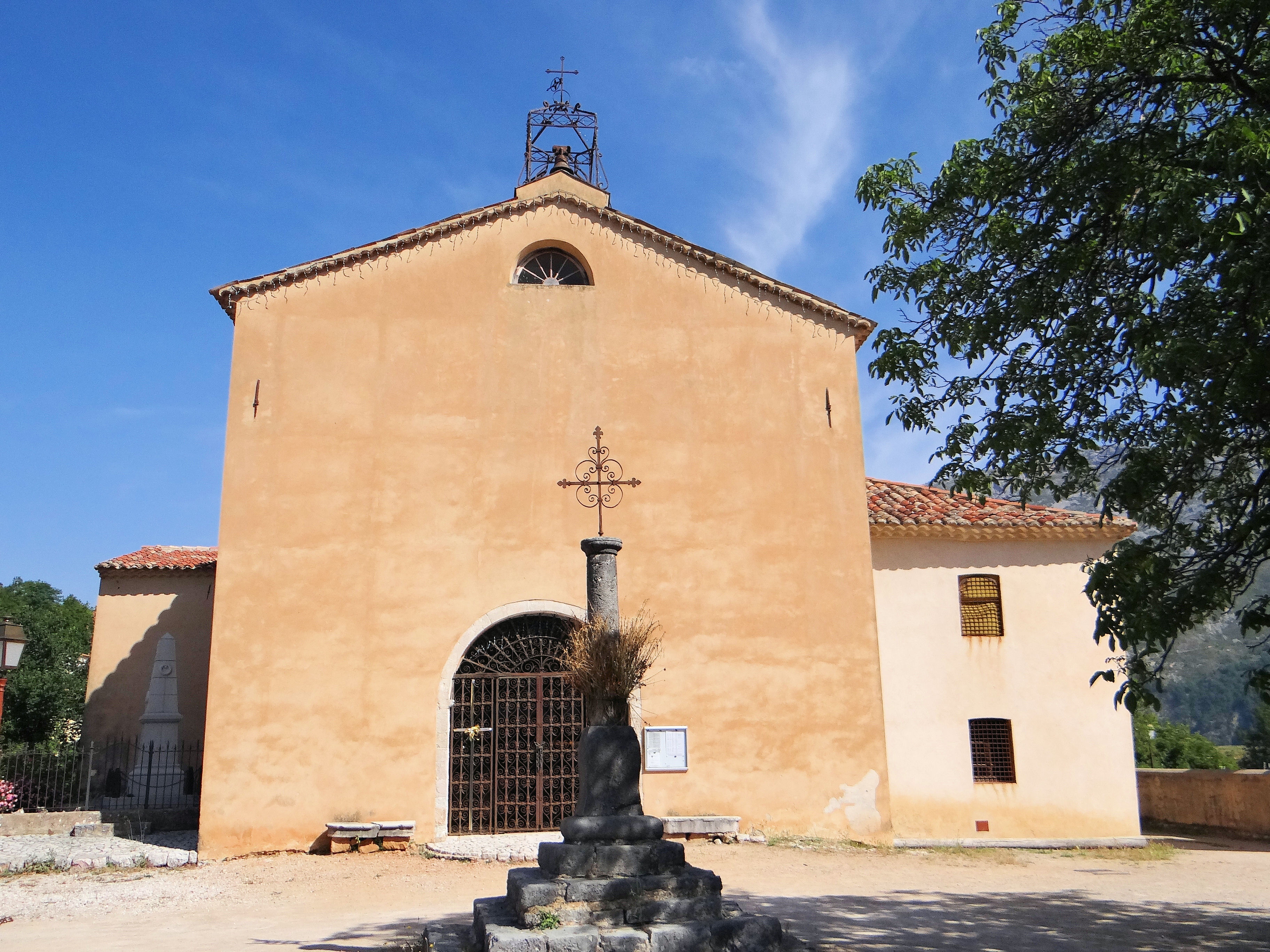
Kapelle Saint-Claude
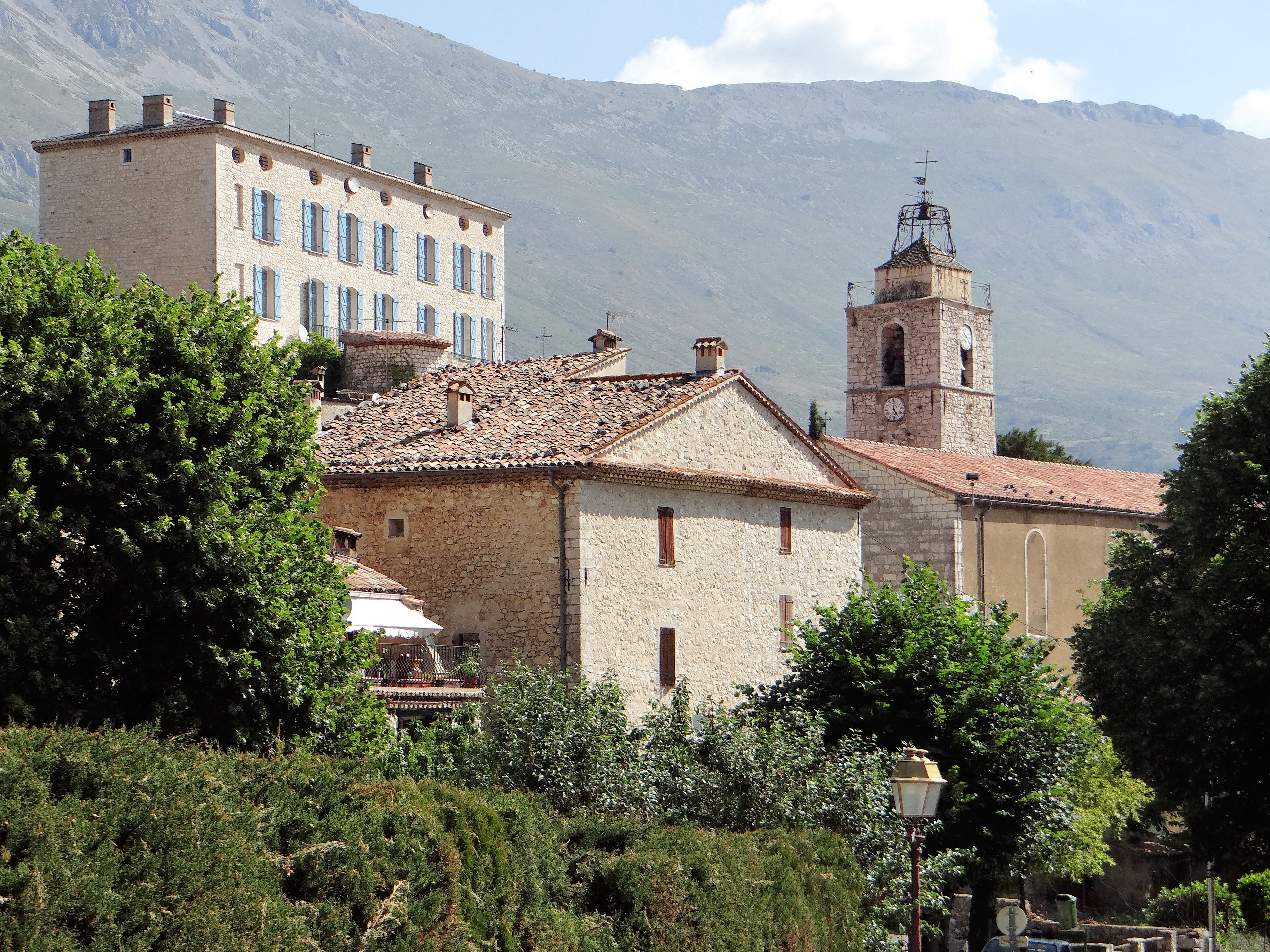
Kirche Saint-Mayeul